# Chiesa della Santissima Trinità (Ceresara)
La chiesa della Santissima Trinità è la parrocchiale di Ceresara, in provincia e diocesi di Mantova; fa parte del vicariato foraneo San Carlo Borromeo.

## Storia
Sembra che la primitiva chiesa di Ceresara, risalente forse al XII secolo, fosse dotata di fonte battesimale già nel XIII secolo e che la sua matrice fosse la pieve di San Martino Gusnago. Nel 1554 i fedeli erano 390, saliti 450 nel 1575, 760 nel 1793, 960 nel 1854, sino ai 1200 nel 1900. Nel 1610 la chiesa è definita parrocchiale e risulta inserita nel vicariato foraneo di Piubega.
All'inizio del XVIII secolo la chiesa era ormai diventata troppo piccola per soddisfare le esigenze della popolazione e, così, si decise di edificarne una nuova. L'attuale parrocchiale venne costruita nel 1724. In un documento del 1770, come anche in uno del 1817, la chiesa risulta essere sempre compresa nel vicariato di cui sopra; nel 1843 è menzionata tra le chiese del vicariato di Castel Goffredo. Tra il 1890 ed il 1891 l'antico campanile medievale fu restaurato e sopraelevato. La parrocchiale venne ristrutturata tra il 1980 ed il 1985.